# Happisburgh
Happisburgh er en landsby og et sogn i countiet Norfolk i det østlige England. Den ligger ved kysten øst for den nord-sydgående vej B1159 fra Bacton på kysten til Stalham. Den nærmeste større by er North Walsham omkring 10 km mod vest. Ifølge en opgørelse fra 2001 indeholdt sognet 1.372 indbyggere fordelt på 607 husholdninger.
Happisburgh blev berømt, da der i 2010 blev gjort et arkæologisk fund af 800.000 år gamle flinteredskaber. Dette er det tidligste tegn på menneskelig aktivitet i hele Storbritannien. I maj 2013 blev der fundet en række tidlige menneske fodaftryk blev fundet på stranden, hvilket gav et direkte bevis på tidlig menneskelig aktivitet i området.
Sognet er skrumpet over 0,2 km2 i 1900-tallet som følge af erosion af strande og lave klipper. Der blev etableret høfder langs kysten i et forsøg på at stoppe erosionen.